# 대동법
대동법(大同法)은 조선 중기인 광해군-숙종 때부터 고종 때까지 지방의 특산물로 바치던 공물을 쌀로 통일하여 바치게 한 세금 제도이다. 토지의 결수에 따라 1결당 12두씩을, 또는 산간지역 등 쌀이 잘 나지 않는 지역의 경우에는 삼베, 무명, 나중에는 동전까지 거두었다. 양반과 지주들의 반대에 부딪혀 경기도에서만 시행하다가, 100여년 후에야 전국적으로 시행할 수 있었다. 토지를 많이 가진 양반 지주들은 부담이 급증하게 되어 이들은 대동법의 시행을 반대하였다.
각 지방의 특산물을 바치는 것을 공(貢)이라 하는데, 대동법은 이것을 일률적으로 미곡으로 환산하여 바치게 하는 제도이며, 이때 걷은 쌀을 대동미라 한다.
대동법의 실시를 놓고 논란이 확산되어 김육, 김좌명, 김홍욱, 이원익 조익 등의 찬성파 외에 안방준, 김집, 송시열 등의 반대파가 팽팽히 맞서게 된다. 김육 생전에 충청도와 전라도에서 부분 시행되었고, 그 뒤 조선 숙종 때 가서야 제주도, 평안도, 함경도를 제외한 전국으로 확산되었다.

## 배경
조선 중기인 16세기부터 지방의 특산물을 바치던 공납에서 여러 가지 폐단이 생겨났다. 공납이란 지방의 특산물을 부담하는 제도인데, 현지에서 생산되지 않는 물품을 공납으로 부과하는 불산과세가 많았다. 이로 인해 지방에서 납부할 공물을 중간에서 관리들이 대신 납부하고 농민에게 대가를 받는 방납이 성행하였다. 그러나 방납업자들이 농민들에게 높은 대가를 요구하여 농민의 부담이 늘어난 반면 국가의 수입은 감소되었다. 이에 16세기에 조광조, 이이, 류성룡 등의 관리는 공납을 쌀로 대신 내게 하는 대동수미법, 즉 수미법(收米法) 등을 주장하였다. 특히 이이는 1569년(선조 3년) 임금에게 동호문답(東湖問答)을 바쳐 건의하기도 했다.

## 전개

김육

방납의 폐해가 심하자 광해군은 선혜청을 두어 대동법을 실시하였다. 대동법은 임진왜란으로 전국의 토지가 황폐되자, 부족한 국가재정을 보완하고 농민의 부담을 경감시키기 위하여 실시되었다. 이를 위한 개혁론으로 영의정 이원익이 1608년(광해군 즉위년) 음력 5월에 중앙에 선혜청(宣惠廳), 경기도에 경기청을 두고 방납의 폐해가 가장 큰 경기도부터 시작하여, 공물을 호(戶) 단위로 징수하던 것을 대동미, 곧 1결당 쌀 두수로 환산하여 걷었다. 이때의 세율은 봄가을 2기로 나누어 땅 1결(結)에 대해서 8말씩 도합 16말을 징수하여, 그 중 10말은 중앙의 수요에 충당하기 위해서 선혜청에 옮겨가고 나머지 6말은 경기청에 두어 경기도의 수요에 충당하였다. 그리고 공납으로 징수하던 수요 물품은 공인을 선정하여, 그로 하여금 구입·납부케 하고, 그 대금은 선혜청에 간직한 대동미로 지불하였다.
국가에 의해 징수한 대동세의 일부는 중앙 정부로 상납하였으며 이를 상납미라 한다. 선혜청은 중앙의 궁방이나 관아에서 사용할 상납미의 확보의 주력하였다. 상납미로 상납한 나머지는 지방에 유치하여 지방 관아의 경비로 사용하였으며 이를 유치미라 한다. 시일이 지날수록 상납미의 비율은 높아지고 유치미의 비율은 낮아졌다. 이는 지방 관아의 재정이 그만큼 악화되어 갔음을 뜻하며, 수령 및 아전들의 농민 수탈이 다시 재발되는 원인이 되었다.
이 제도의 실효성이 입증되자 차츰 각 지방에 확대 적용시켰다. 1623년 인조가 인조반정으로 등극한 후 조익(趙翼)의 건의로 강원도, 충청도, 전라도에도 대동법을 실시되었으나 강원도를 제외한 충청도 전라도의 대동법은 다음 해 폐지되었다.
충청도에는 1651년(효종 2)에 김육의 주장으로 실시되었는데 춘추 2기로 나누어 땅 1결(結)에 대해서 5말씩, 도합 10말을 징수하다가 뒤에 2말을 증가하여 12말을 바치게 하였다. 산군 지역에는 쌀 5말을 무명(木棉) 1필로 환산하여 바치게 했다. 전라도에는 1658년(효종 9) 정태화(鄭太和)의 건의로 절목(節目)을 만들어 도(道)의 의견을 물은 뒤 1결(結)에 13말을 결정하여 해안 지방부터 실시했으며, 산군 26읍에는 1662년(현종 3)부터 실시했는데 부호들의 농간으로 1665년(현종 6)에 일시 폐지하였다가 다음 해에 다시 복구하였다. 뒤에 1말을 감하여 1결에 대하여 12말을 징수하였다. 경상도에는 1677년 숙종 때부터 실시하여 땅 1결에 13말을 징수하였는데, 다른 지방이 12말이므로 부당하다 하여 1말을 감하였다. 변두리 22읍은 쌀, 산군 45읍은 돈(錢)과 무명(棉布) 반반, 그외 4읍은 돈과 베 반반으로 바치게 하였다. 황해도에는 1708년(숙종 34) 대동법을 모방한 상정법(詳定法)을 실시하였는데, 1결에 대하여 쌀 12말을 징수하는 외에 별수미(別收米)라 하여 3말을 더 받았다. 대동미는 수요에 따라 일부는 중앙의 선혜청에 옮기고 일부는 지방 관청에 두어 쓰게 하였다. 
이처럼 광해군 때 경기도를 첫 시작으로 하여 강원도, 충청도, 전라도, 경상도, 마지막으로 황해도까지 1608년에서 1708년까지 총 100년동안 이원익·김육의 유지가 이어져 결국 숙종 때 함경도·평안도·제주도를 제외한 전국에서 시행했다. 
일부 산간 지방에서는 쌀 대신 베(대동목)나 동전(대동전)으로 걷기도 하였는데, 그 후 화폐의 보급에 따라 대동미는 점차 대동전으로 대치되었다. 《대전회통》에 따르면 경기도 장단(長湍)의 쌀은 1섬(石)에 8냥(八兩), 충청도 제천은 1섬에 6냥, 황해도는 1섬에 3냥 5전, 강원도는 1섬에 6냥으로 대신하기로 규정되었다. 1894년(고종 31) 모든 세납(稅納)을 병합, 결가(結價)를 결정하였을 때 대동미도 지세(地稅)에 병합되었다.

## 결과 및 평가
국가의 수입이 증대되었고, 공납을 호구 수가 아닌 토지를 기준으로 부과하였기 때문에 농민의 부담이 크게 줄었다. 또한 전에는 물품을 직접 부담하던 것을 관허상인 공인이 등장하여 대동미를 사용하여 구매하는 과정에서 상업이 활발해지고 자본이 발달하는 등 상업의 발달에 영향을 미쳤다. 대동법의 실시로 인한 상품 화폐 경제의 발달은 궁극적으로 농민층의 분화를 촉진시켰고 나아가 종래의 신분 질서와 경제를 와해시키는 등 양반 사회를 무너뜨리는 작용을 하였다.
조선 후기 사회의 특성 상 양반의 반대를 무릅쓰고 정책을 펼치기란 쉽지 않았기에 대동법은 조선 내내 동안 가장 개혁적인 법이라고 평가받기도 한다. 그러나 대동법은 정기적으로 부담하는 상공만이 대체되었을 뿐, 비정기적으로 부담하는 별공과 진상은 없어지지 않았다. 따라서 공납의 폐해가 완전히 없어진 것은 아니었다.

## 같이 보기
- 균역법
- 영정법
- 김육
- 김좌명
- 김집
- 송시열
- 김홍욱
- 이원익
- 안방준
- 대동법 시행 기념비
- 공납
- 진상